# 曲古柳菌素A
曲古柳菌素A（缩写TSA）是一种含氮有机化合物，分子式C
17H
22N
2O
3，可抑制I型和II型组蛋白脱乙酰酶（HDAC）。